# Phryganoporus melanopygus
Espèce
Phryganoporus melanopygus est une espèce d'araignées aranéomorphes de la famille des Desidae.

## Distribution
Cette espèce est endémique d'Australie-Occidentale. Elle se rencontre dans le Grand Désert de Sable.

## Description
Le mâle holotype mesure 3,95 mm et la femelle paratype 7,27 mm.

## Publication originale
- Gray, 2002 : The taxonomy and distribution of the spider genus Phryganoporus Simon (Araneae: Amaurobioidea: Desidae). Records of the Australian Museum, vol. 54, p. 275-292 (texte intégral).